# Ors
Ors é uma comuna francesa na região administrativa de Altos da França, no departamento do Norte. Estende-se por uma área de 17.76 km². Em 2010 a comuna tinha 645 habitantes (densidade: 36,3 hab./km²).